# 丸石石膏
丸石石膏株式会社（まるいしせっこう）は、日本の石膏・文具メーカー。本社は大阪市鶴見区。

## 概要
1923年（大正12年）に、ラムネ菓子を製造する菓子メーカーとして創業した。
その後、第2次世界大戦が始まり、菓子の主原料である砂糖は配給制になり生産規制が始まり、ラムネづくりは大変困難になった。そこで、ラムネ菓子などの菓子の製造をやめて石膏を製造するようになる。
戦後になると、産業発展とともに石膏の需要は安定し本格的に石膏製造会社に変遷した。現在でも、石膏を製造し様々な製品を展開している。

## 製品

### 石膏
天然のモロッコ産原石を使用した、石膏の製造をしている。そのため、純度が極めて高く、キメも細かく、性能の高い製品が特徴である。
- 陶磁器型材用石膏
- 美術用石膏
- 教材用せっこう
- 鋳型用石膏
- 工業用・模型用石膏
- 歯科用石膏
- 外科用せっこう - ギプス・包帯
- 鑑識用石膏 - １道近畿2府3県の道警・府警・県警に使用されている

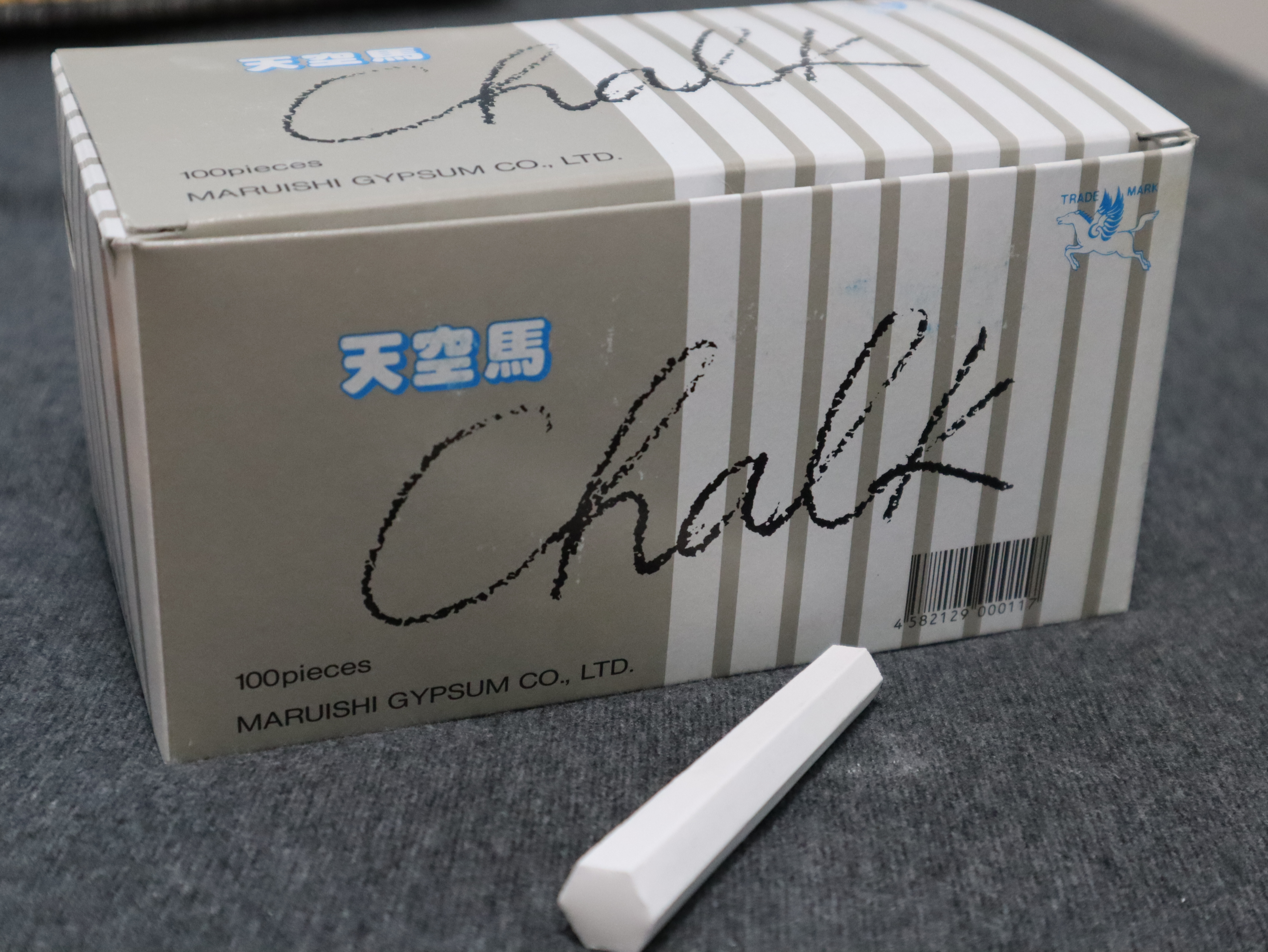
天空馬チョーク

ほか

### チョーク（白墨）
天空馬チョークのブランド名で知られる日本のチョークブランドである。創業時に、「天空馬印」のブランドで国内初の六角型チョーク開発・販売をした。持ちやすさや置いた時の安定を考えて六角形にし、多くの人気を博した。現在でも、製造・販売されていてロングセラーとなっている。
- 天空馬チョーク（硫酸カルシウム製白墨）- 円柱形の丸型と、六角形の角型がある。
- 天空馬スーパーチョーク（炭酸カルシウム製白墨）- 皮膜コーティング付き。